# Georg Maier (polityk)
Georg Maier (ur. 25 kwietnia 1967 w Singen) – niemiecki polityk i ekonomista, działacz Socjaldemokratycznej Partii Niemiec (SPD), minister i wicepremier w rządach Turyngii, członek Bundesratu.

## Życiorys
Po uzyskaniu matury odbył zasadniczą służbę wojskową w latach 1986–1987. Następnie studiował ekonomię w Mannheim i St. Gallen, uzyskując w 1994 roku tytuł dyplomowanego ekonomisty. W latach 1995–1996 pracował w Federalnym Urzędzie ds. Specjalnych Zadań Zjednoczeniowych w Erfurcie. Od 1996 do 2015 roku był zatrudniony w Grupie Bankowej KfW we Frankfurcie nad Menem, gdzie pełnił różne funkcje. W 2008 roku ukończył program menedżerski w Wharton School na Uniwersytecie Pensylwanii w Stanach Zjednoczonych.
Do SPD wstąpił w 2009 roku. Od 2016 roku jest członkiem zarządu krajowego SPD w Turyngii. W latach 2015–2017 pełnił funkcję sekretarza stanu w Ministerstwie Gospodarki, Nauki i Społeczeństwa Cyfrowej Turyngii. 30 sierpnia 2017 roku objął stanowisko ministra spraw wewnętrznych i komunalnych Turyngii, które sprawował do lutego 2020 roku, a ponownie od marca 2020. W 2020 roku został przewodniczącym SPD w Turyngii, a rok później dołączył do zarządu federalnego partii. W latach 2021–2024 pełnił funkcję zastępcy premiera Turyngii.
Od 13 grudnia 2024 roku kieruje rozszerzonym resortem spraw wewnętrznych, spraw komunalnych i rozwoju regionalnego.
W Bundesracie zasiadał jako członek zastępczy od września 2017 do lutego 2020 oraz ponownie od marca 2020 do grudnia 2021. Od tego czasu jest członkiem Bundesratu.

## Życie prywatne
Jest żonaty i ma czworo dzieci. Wyznaje katolicyzm.